# Oral Fixation Volumes 1&2
Oral Fixation Volumes 1&2 е първият box set албум на колумбийската певица Шакира. Издаден е на 5 декември 2006 година.

## Списък с песни

### Оригинален траклист (Fijación Oral, Vol. 1)
1. „En Tus Pupilas“ – 4:24
2. „La Pared“ – 3:20
3. „La Tortura“ (с Алехандро Санс) – 3:35
4. „Obtener Un Sí“ – 3:21
5. „Día Especial“ (с Gustavo Cerati) – 4:25
6. „Escondite Inglés“ – 3:10
7. „No“ (с Gustavo Cerati) – 4:47
8. „Las de la Intuición“ – 3:42
9. „Día de Enero“ – 2:55
10. „Lo Imprescindible“ – 3:58
11. „La Pared“ (акустична версия) – 2:41
12. „La Tortura“ (Shaketon Remix) – 3:12

### Oral Fixation, Vol. 2
1. „How Do You Do“ – 3:45
2. „Illegal“ (с Карлос Сантана) – 3:53
3. „Hips Don't Lie“ (с Wyclef Jean) – 3:38
4. „Animal City“ – 3:15
5. „Don't Bother“ – 4:17
6. „The Day And The Time“ (с Gustavo Cerati) – 4:22
7. „Dreams For Plans“ – 4:02
8. „Hey You“ – 4:09
9. „Your Embrace“ – 3:32
10. „Costume Makes the Clown“ – 3:12
11. „Something“ – 4:21
12. „Timor“ – 3:32

### Американско издание
1. „La Tortura“ (алтернативна версия) – 3:32

### Латиноамериканско и Испанско издание
1. „Hips Don't Lie“ (испанска версия) – 3:37

### Европейско издание
1. „Don't Bother“ (Jrsnchz Radio Remix) – 4:24

### Диск 3 (DVD)
1. „La Tortura“ (виедоклип) (с Алехандро Санс) – 3:44
2. „Don't Bother“ (виедоклип) – 4:30
3. „No“ (виедоклип) (с Gustavo Cerati) – 4:47
4. „Hips Don't Lie“ (виедоклип) (с Wyclef Jean) – 3:37
5. „Día de Enero“ (виедоклип) – 2:52
6. „Hey You“ (на живо от Hackney Empire, Лондон) (MTV'5 Star Performance) – 4:11
7. „Illegal“ (на живо от Hackney Empire, Лондон) (MTV'5 Star Performance) – 3:56
8. „La Tortura“ (на живо от Hackney Empire, Лондон) (MTV'5 Star Performance) – 3:35